# Пон Джун Хо
Пон Джун Хо (кор. 봉준호?, 奉俊昊?; род. 14 сентября 1969, Тэгу, Республика Корея) — южнокорейский кинорежиссёр, продюсер и сценарист. Четырёхкратный лауреат премии «Оскар». Его фильмография характеризуется акцентом на социальные темы, смешением жанров, чёрным юмором и внезапными сменами тона.
Впервые он стал известен зрителям и приобрел культ благодаря своему режиссёрскому дебюту, чёрной комедии «Лающие собаки никогда не кусают» (2000), прежде чем добиться как критического, так и коммерческого успеха своими последующими фильмами: криминальным триллером «Воспоминания об убийстве» (2003), фильмом о монстре в Сеуле «Вторжение динозавра» (2006), научно-фантастическим боевиком «Сквозь снег» (2013), который стал дебютом Пона на английском языке, и почти повсеместно получившим признание чёрным комедийным триллером «Паразиты» (2019). Все они входят в число самых кассовых фильмов в Южной Корее, а «Паразиты» также является самым кассовым южнокорейским фильмом в истории.
Все фильмы Пона были сняты в Южной Корее, хотя и «Сквозь снег», и «Окча» (2017) в основном на английском языке. Два его фильма были показаны в конкурсной программе Каннского кинофестиваля — «Окча» в 2017 году и «Паразиты» в 2019 году; последний получил «Золотую пальмовую ветвь» — впервые для южнокорейского кинематографа.
«Паразиты» также стали первым южнокорейским фильмом, получившим номинации на премию «Оскар», как и в итоге первым неанглоязычным фильмом, получившим награду за «Лучший фильм». Кроме этого, кинокартина была признана «Лучшим фильмом на иностранном языке». Сам Пон к тому же получил 2 премии «Оскар»: за лучшую режиссуру и лучший оригинальный сценарий.
В 2017 году Пон был включён в список 25 лучших кинорежиссёров XXI века по версии Metacritic. В 2020 году Пон был включён в ежегодный список 100 самых влиятельных людей по версии Time и Bloomberg 50.

## Биография

### Ранние годы
Пон Джун Хо родился в Тэгу, Южная Корея, и является младшим из четырёх детей. Его отец, Пон Сан Гюн, был графическим дизайнером в первом поколении, промышленным дизайнером, профессором искусства в Университете Йоннам и заведующим художественным отделом Национального института кино; его мать, Пак Со Ен, была домохозяйкой, работавшей полный рабочий день. Его отец уволился из Сеульского технологического института в качестве профессора дизайна в 2007 году и умер в 2017 году. Дед Пона по материнской линии, Пак Тэвон, был уважаемым писателем японского колониального периода, наиболее известным своей работой «Один день из жизни романиста Кубо» и его бегством в Северную Корею в 1950 году. Его старший брат, Пон Джун Су, является профессором английского языка в Сеульском национальном университете; его старшая сестра, Пон Джи Хи, преподает стиль одежды в университете Аньян. В настоящее время сын Пона, Пон Хе Мин, также является кинорежиссёром.
Пока Пон учился в начальной школе, семья переехала в Сеул, поселившись в Джамсил-Донге на берегу реки Хан. В 1988 году Пон поступил в Университет Йонсей по специальности «социология». Кампусы колледжей, такие как Йонсей, в то время были очагами южнокорейского демократического движения; Пон был активным участником студенческих демонстраций, часто подвергаясь воздействию слезоточивого газа в начале учёбы в колледже. Он отслужил двухлетний срок в армии в соответствии с обязательной военной службой в Южной Корее, прежде чем вернуться в колледж в 1992 году. Позже Пон стал соучредителем киноклуба под названием «Жёлтая дверь» со студентами из соседних университетов. Будучи членом клуба, Пон снял свои первые фильмы, в том числе короткометражку с остановкой движения под названием «В поисках рая» и 16-миллиметровую короткометражку под названием «Бэксэкин» (Белый человек). Он окончил Университет Йонсей в 1995 году.
В начале 1990-х годов Пон прошёл двухгодичную программу в Корейской академии киноискусств. Находясь там, он снял много 16-миллиметровых короткометражных фильмов. Его дипломные фильмы «Непоследовательность» и «Воспоминания в моём кадре» были приглашены для показа на Международном кинофестивале в Гонконге и Международном кинофестивале в Ванкувере. Пон также сотрудничал над несколькими работами со своими одноклассниками, в том числе работал оператором в нашумевшем короткометражном фильме 2001 «Imagine» (1994), режиссёром которого был его друг Чан Чжун Хван. Помимо кинематографии, Пон также был техником по свету в двух короткометражных фильмах — «Любовь к виноградной косточке» и «Звуки с небес и земли» — в 1994 году. В конце концов, он более десяти лет терпел серьёзные лишения, работая над кинопроизводством. На ранних этапах своей карьеры кинорежиссёра Пон получал мизерную зарплату в размере 1900 долларов США в год (4 500 000 вон, или 3800 долларов США, каждые два года). Ему было трудно зарабатывать на жизнь, и он едва зарабатывал на то, чтобы купить рис, поэтому ему приходилось одалживать рис у выпускников своего университета.
После окончания учёбы он провел следующие пять лет, внося различный вклад в работы других режиссёров. Он получил частичную награду за сценарий к фильму-антологии «Семь причин, почему пиво лучше любовника» (1996); за сценарий и ассистента режиссёра в дебютном фильме Пак Ки Енга «Мотель Кактус» (1997); и является одним из четырёх сценаристов (наряду с Чан Чжун Хваном), получивших награду за сценарий из фильма «Субмарина „Призрак“» (1999).

### Начало карьеры режиссёра
Вскоре после этого Пон приступил к съёмкам своего первого полнометражного фильма «Лающие собаки никогда не кусают» (2000) под руководством продюсера Ча Сын Чжэ, который руководил производством «Мотеля Кактус» и «Субмарина „Призрак“». Фильм о преподавателе университета низкого ранга, который похищает соседскую собаку, был снят в том же жилом комплексе, где Пон жил после женитьбы. На момент своего выхода в феврале 2000 года он вызвал небольшой коммерческий интерес, но несколько положительных отзывов критиков. Фильм был приглашен в конкурсную секцию испанского международного кинофестиваля в Сан-Себастьяне и получил награды на Slamdance Film Festival и Международном кинофестивале в Гонконге. Медленное развитие международного сарафанного радио также помогло фильму в финансовом отношении; более чем через два года после его местного релиза фильм достиг точки финансовой безубыточности благодаря продажам на заморских территориях.
Второй фильм Пона «Воспоминания об убийстве» (2003), гораздо более масштабный проект, был адаптирован по мотивам театральной пьесы, в центре которой — реальный серийный убийца, который терроризировал сельский городок в 1980-х годах и так и не был пойман (хотя подозреваемый признался в преступлении в 2019 году). Производство фильма было сложным процессом (фильм установил местный рекорд по количеству использованных локаций). Он был выпущен в апреле 2003 года и имел успех у критиков и у публики. Благодаря сарафанному радио на фильм было продано более пяти миллионов билетов (что спасло продюсерскую компанию Ча Сын Чжэ Sidus от почти полного банкротства), и последовала череда местных наград, включая приз за лучшую картину, лучшую режиссуру, лучшую мужскую роль (за Сон Кан Хо) и приз за лучшее освещение на Grand Bell Awards. Несмотря на то, что фильм был обойден вниманием Каннского и Венецианского кинофестивалей, в конечном итоге состоялась его международная премьера, снова на Международном кинофестивале в Сан-Себастьяне, где он получил три награды, включая «Лучшую режиссуру». Фильм также получил необычайно сильный прием критиков после его выхода в прокат на зарубежных территориях, таких как Франция и США.
После этого Пону потребовалось некоторое время, чтобы внести свой вклад в создание короткометражных фильмов для двух кинопроектов-антологий. «Грипп» (2004) — 30-минутная работа, полностью разыгранная перед настоящими камерами видеонаблюдения, расположенными по всему Сеулу. Фильм, рассказывающий о том, как отчаявшийся человек на протяжении пяти лет совершает насильственные преступления, был снят по заказу Международного кинофестиваля в Чонджу вместе с работами японского режиссёра Сого Исии и гонконгца Ю Ликвая. Между тем, «Двадцатилетие» — 20-серийный фильм-антология, снятый выпускниками Корейской академии киноискусств по случаю 20-летия школы. Вклад Пона — «Погружение и подъём» (2003), работа, действие которой происходит на берегу реки Хан.

### Международный успех
«Вторжение динозавра» (2006) ознаменовал собой масштабный шаг в карьере Пона, да и вообще для корейской киноиндустрии в целом. Высокобюджетная (12 миллионов долларов) работа была сосредоточена на вымышленном монстре, который поднимается из реки Хан, чтобы посеять хаос среди жителей Сеула — и в частности, в одной семье. Фильм с участием многих актёров, которые появлялись в его предыдущих фильмах, вызвал большой зрительский интерес ещё до начала съемок, но было много сомнений по поводу того, сможет ли корейское производство справиться с задачей создания полноценного, правдоподобного цифрового монстра. После первоначального обращения в новозеландскую Weta Digital — компанию, ответственную за CGI во «Властелин колец», — конфликты с расписанием привели Пона в The Orchestra из Сан-Франциско, который взял на себя большую часть работы по созданию эффектов. Поспешив уложиться в сроки, фильм получил восторженную премьеру в разделе «Две недели режиссуры» Каннского кинофестиваля 2006 года. Хотя местные зрители были несколько более критичны к ведущему, чем посетители Канн, фильм, тем не менее, стал главным летним хитом. Поскольку владельцы кинотеатров требовали все больше и больше тиражей, фильм получил самый широкий прокат в Южной Корее за всю историю (более чем на трети из 1800 экранов страны) и установил новый рекорд кассовых сборов — было продано 13 миллионов билетов. Ведущий был быстро продан по всему миру, и американская студия Universal Pictures купила права на ремейк.
Пон вместе с французскими режиссёрами Мишелем Гондри и Леосом Караксом снял фрагмент фильма «Токио!» (2008), художественный триптих, рассказывающий три отдельные истории о городе. Фрагмент Пона рассказывает о человеке, который десять лет прожил как хикикомори — термин, используемый в Японии для обозначения людей, неспособных приспособиться к обществу и не покидающих своих домов, — и о том, что происходит, когда он влюбляется в девушку-разносчицу пиццы.
Четвёртый полнометражный фильм Пона «Мать» (2009) — это история любящей матери, которая изо всех сил пытается спасти своего сына-инвалида от обвинения в убийстве. Премьера фильма состоялась в разделе «Особый взгляд» на Каннском кинофестивале 2009 года и получила большое признание, особенно у актрисы Ким Хе Джа; впоследствии она получила премию Ассоциации кинокритиков Лос-Анджелеса за лучшую женскую роль. «Мать» повторила успех фильма у местных критиков и на международных кинофестивалях. Фильм попал в списки «лучших» многих кинокритиков 2010 года.
В 2011 году Пон внёс свой вклад в создание «3.11 A Sense of Home», ещё одного фильма-антологии, каждый фрагмент которого продолжительностью 3 минуты 11 секунд посвящён теме дома. Фильмы были сняты 21 кинематографистом в ответ на разрушительное землетрясение и цунами, которые обрушились на японский регион Тохоку 11 марта 2011 года. Фильм был показан в первую годовщину катастрофы. В короткометражном фильме Пона «Ики» девочка-подросток находит малыша, кажущегося мертвым, на пляже.
В том же году Пон был членом жюри 27-го кинофестиваля «Sundance». Он также был главой жюри секции «Золотая камера» Каннского кинофестиваля 2011 года и Эдинбургского международного кинофестиваля 2013 года.

### Совместное производство в Америке
Первый англоязычный фильм Пона «Сквозь снег» вышел на экраны в 2013 году. Он основан на графическом романе Жака Лоба и Жан-Марка Рошетта «Трансценденталист» (1982) и разворачивается в основном в футуристическом поезде, где пассажиры разделены в соответствии с их социальным статусом. Премьера фильма состоялась на Таймс-Сквер 29 июля 2013 года в Сеуле, Южная Корея, перед показом на Американском кинофестивале в Довиле в качестве заключительного фильма 7 сентября 2013 года, на Берлинском международном кинофестивале в рамках Берлинского форума 7 февраля 2014 года, на открытии кинофестиваля в Лос-Анджелесе 7 февраля 2014 года. 11 июня 2014 года и Эдинбургский международный кинофестиваль 22 июня 2014 года. После выхода в кинотеатрах «Сквозь снег» был встречен почти всеобщей похвалой и высокими продажами билетов, как в Южной Корее, так и за рубежом. На сайте-агрегаторе обзоров фильмов Rotten Tomatoes рейтинг одобрения фильма составляет 94 %, основанный на 253 отзывах, со средневзвешенным значением 8,10/10. Мнение критиков сайта гласит: «„Сквозь снег“ предлагает дерзко амбициозный экшен, зрелищный для кинозрителей, равнодушных к блокбастерам, основанным на эффектах». На сайте Metacritic фильм получил оценку 84 из 100, основанную на мнении 38 критиков, что указывает на «всеобщее признание». По состоянию на апрель 2014 года это десятый по кассовым сборам отечественный фильм в Южной Корее, получивший 9 350 141 просмотр. Фильму также принадлежит отечественный рекорд по самому быстрому показу фильма (отечественного и зарубежного), набравшего четыре миллиона просмотров, которого он достиг на пятый день после премьеры, и ещё один рекорд по самому высокому показателю выходных (с пятницы по воскресенье) для корейского фильма, собравшего 2,26 миллиона зрителей. Помимо получения нескольких наград и номинаций, «Сквозь снег» попал в списки десяти лучших фильмов 2014 года, составленные несколькими критиками.
В 2015 году был анонсирован следующий фильм Пона «Окча». 30 апреля 2015 года сценарист Джон Ронсон объявил в своём Twitter, что он пишет второй черновик сценария Пона к фильму. Дариус Хонджи присоединился к фильму в качестве оператора в феврале 2016 года. Съёмки проекта начались в апреле 2016 года. Премьера фильма состоялась на Каннском кинофестивале 2017 года, где он боролся за Золотую пальмовую ветвь и вызвал споры из-за того, что был спродюсирован Netflix. Фильм был встречен свистом, смешанным с аплодисментами, во время пресс-показа на кинофестивале, как только на экране появился логотип Netflix, и снова во время технического сбоя; фильм проецировался в неправильном соотношении сторон в течение первых семи минут. Позже фестиваль принес извинения создателям фильма. Однако, несмотря на негативную реакцию студии, сам фильм получил четырёхминутные овации стоя после его фактической премьеры. Позже фильм был выпущен на Netflix 28 июня 2017 года и получил положительные отзывы. На сайте-агрегаторе обзоров фильмов Rotten Tomatoes рейтинг одобрения фильма составляет 86 %, основанный на 235 отзывах, со средневзвешенным значением 7,54/10. Мнение критиков сайта гласит: «„Окча“ видит, что Пон Джун Хо продолжает создавать вызывающе эклектичные развлечения — и по-прежнему поражает более чем достаточное количество своих повествовательных целей в разгар хитрого жонглирования тонами». На Metacritic фильм получил оценку 75 из 100, основанную на 36 критиках, что указывает на «в целом благоприятные отзывы». Критик The New York Times А. О. Скотт писал: «„Окча“ — чудо воображения и техники, и „Окча“ настаивает, с избытком озорства и абсолютной искренностью, что у неё есть душа».

### «Паразиты» (2019)
В 2019 году Пон снял южнокорейский фильм «Паразиты», чёрный комедийный триллер о бедной семье, которая проникает в богатое домашнее хозяйство, устраиваясь на работу в качестве прислуги. Премьера фильма состоялась на Каннском кинофестивале 2019 года, где он получил Золотую пальмовую ветвь, став первым корейским фильмом, получившим награду, и первым фильмом, получившим её единогласно, со времен фильма «Жизнь Адель». 16 июня 2019 года фильм получил приз Sydney Film Prize в размере 60 000 долларов на Сиднейском кинофестивале, где он участвовал в конкурсе наряду с одиннадцатью другими картинами из таких стран, как Северная Македония, Бразилия и Испания, а также австралийскими участниками Миррой Фоулкс (за «Джуди и Панч») и Беном Лоуренсом (за «Сердца и кости»)..
«Паразиты» был выпущен в Южной Корее CJ Entertainment 30 мая 2019 года, а в Соединённых Штатах Neon — 11 октября 2019 года. Фильм получил единодушное признание критиков и заработал 266 миллионов долларов в мировом прокате, став самым кассовым релизом Пона. На сайте-агрегаторе обзоров фильмов Rotten Tomatoes рейтинг одобрения фильма составляет 99 %, основанный на 451 рецензии, со средневзвешенным значением 9,37/10. Консенсус критиков сайта гласит: «Острый, блестяще многослойный взгляд на актуальные социальные темы, „Паразиты“ показывает, что сценарист и режиссёр Пон Джун Хо почти полностью владеет своим ремеслом». На Metacritic фильм получил оценку 96 из 100, основанную на 52 отзывах критиков, что указывает на «всеобщее признание». Что касается мотивации создания фильма, Пон надеялся, что у него будет комфортная жизнь, однако на самом деле он несколько раз разочаровывался. Он хотел выразить в своём фильме тревогу, печаль и глубокий страх, которые проистекали из реальности жизни.
На протяжении всего сезона кинопремий 2019—2020 годов Пон и фильм получали многочисленные награды. Пон получил премию «Голливудский режиссёр» на 23-й церемонии вручения Hollywood Film Awards и кинопремию «Выбор критиков» за лучшую режиссуру (в паре с Сэмом Мендесом за «1917») на 25-й церемонии вручения премии «Выбор критиков». Он также был номинирован на 77-ю премию «Золотой глобус» за лучшую режиссуру и лучший сценарий (совместно с Хан Чжин Вон), а сам фильм получил награду за лучший фильм на иностранном языке. Это была первая номинация на премию «Золотой глобус» (и победа) за любой южнокорейский фильм. «Паразиты» также стал первым неанглоязычным фильмом, получившим главный приз на 70-й церемонии вручения премии American Cinema Editors Awards, когда кинорежиссёр Ян Джин-мо получил приз за лучший смонтированный художественный фильм — драматический. На 26-й церемонии вручения премии Гильдии киноактеров актёрский состав «Паразитов» получил премию Гильдии киноактеров за выдающуюся игру актёрского состава в кинофильме, войдя в историю как первый фильм на иностранном языке, победивший в этой категории. На 73—й кинопремии Британской киноакадемии «Паразиты» был номинирован в четырёх категориях, получив две награды — за лучший оригинальный сценарий и лучший фильм не на английском языке.
Позже «Паразиты» был представлен Южной Кореей в номинации «Лучший международный художественный фильм» на 92-ю премию «Оскар», войдя в декабрьский шорт-лист. В итоге он стал первым южнокорейским фильмом, номинированным на премию «Оскар» в любой категории, получив в общей сложности шесть номинаций и завоевав четыре награды — за лучшую картину, лучшую режиссуру, лучший оригинальный сценарий и лучший международный художественный фильм. Это также был первый случай, когда фильм на неанглоязычном языке получил премию «Оскар» за лучшую картину, и впервые азиатские сценаристы получили премию «Оскар» за сценарий. Принимая премию «Оскар» за лучшую режиссуру, Пон выразил своё глубокое уважение и признательность коллегам-номинантам Мартину Скорсезе, который вдохновил его на работу, и Квентину Тарантино, которые поддержали и похвалили его ранние фильмы. Он также упомянул цитату из Скорсезе — «Самое личное — это самое творческое», — которая также вдохновила его, что побудило аудиторию устроить Скорсезе восторженную овацию стоя. Позже Скорсезе написал и отправил Пону искреннее письмо после оскаровского успеха «Паразитов». Победа «Паразитов» в номинации «Лучший фильм» была хорошо воспринята кинокритиками, которые расценили её как важный шаг вперед в деле народного признания международного кино и восстановления легитимности Академии. «Академия присудила „лучшую картину“ самой лучшей картине», — написал Джастин Чанг из Los Angeles Times, который продолжил, что жюри кинопремии было «поражено… к признанию того, что кинематограф ни одной страны не обладает монополией на величие». И наоборот, президент США Дональд Трамп раскритиковал победу «Паразитов» на предвыборном митинге в Колорадо 20 февраля 2020 года, задаваясь вопросом, почему иностранный фильм получил награду за лучшую картину; его комментарии были широко осуждены как «ксенофобские» и «расистские». Дистрибьюторская компания Neon ответила в Twitter: «Понятно, он не умеет читать».
В январе 2020 года было объявлено о готовящемся шестичасовом ограниченном сериале HBO, основанном на фильме, с Поном и Адамом Маккеем в качестве исполнительных продюсеров, который в настоящее время находится на ранней стадии разработки. Пон заявил, что в сериале, также получившем название «Паразиты», будут рассмотрены истории, «которые происходят в промежутках между эпизодами фильма». В феврале 2020 года, по слухам, главную роль сыграет Марк Руффало, а Тильда Суинтон была подтверждена на главную женскую роль. В сентябре 2021 года Пон занимал пост председателя жюри 78-го Венецианского международного кинофестиваля.

### Предстоящие проекты
В феврале 2021 года Пон сказал, что после завершения «Паразитов» он работал над двумя сценариями, одним на английском и одним на корейском языках, и что он закончил один из двух. Он сказал, что корейский фильм «находится в Сеуле и имеет уникальные элементы ужаса и экшена» и что английский фильм — это «драматический фильм, основанный на реальном событии, произошедшем в 2016 году».
Пон готовится к корейской анимации в качестве одного из своих следующих фильмов. Эта анимация была задумана с 2018 года, и в ней говорится, что это корейский проект, представляющий собой жанр драмы с участием глубоководных существ и людей.
В январе 2022 года стало известно, что следующим фильмом Пона станет «Микки 17», экранизация романа Эдварда Эштона «Микки 7». Пон получил предварительную рукопись романа в конце 2021 года. Фильм, автором сценария, сопродюсером и режиссёром которого был Пон, будет распространяться Warner Bros. Pictures, а главную роль в нём сыграет Роберт Паттинсон, первое сотрудничество Пона с обоими. В мае 2022 года Наоми Экки, Тони Коллетт и Марк Руффало присоединились к актёрскому составу, и фильм запущен в предпродакшн на Warner Bros. Studios, Leavesden. В июле 2022 года к актёрскому составу присоединился Стивен Ен. Производство началось 1 августа 2022 года.

## Вдохновение и стиль
В детстве Пон смотрел по корейскому телевидению фильм «Чёрный Орфей» (1959), который оказал на него большое влияние. Учась в киношколе, Пон посмотрел трилогию «Каци» (1982—2002). Его главным источником вдохновения является Гильермо дель Торо — его любимыми фильмами дель Торо являются «Хребет дьявола» (2001) и «Лабиринт Фавна» (2006) — и Нагиса Осима, описывающий Осиму как «одного из самых противоречивых мастеров». Пон также изучал фильмы Мартина Скорсезе и назвал его одним из тех, кто оказал на него большое влияние во время своей речи при вручении премии «Оскар» за лучшую режиссуру, когда он выиграл фильм «Паразиты» (2019). Его подход к работе с актёрами заключается в том, чтобы они чувствовали себя комфортно, и даёт им большую свободу при исполнении, даже позволяя импровизировать. Пон прокомментировал, что ему не нравится термин «Режиссура актёров», поскольку он считает, что «актерская игра — это работа актёра, и я не чувствую, что могу срежиссировать это».
Наиболее характерной чертой фильмов Пона являются их внезапные смены тона (иногда внутри сцен) между драмой, темнотой и чёрным или фарсовым юмором. Во время мастер-класса TIFF на Международном кинофестивале в Торонто в 2017 году Пон заявил: «Я никогда по-настоящему не осознаю смену тона или комедийность, которую я применяю, я никогда не думаю: „О, тон меняется в этот момент или это смешно в этот момент“. Я никогда не осознаю этого в процессе создания фильма или написания сценария». Пон также использует реальные места съемок или специально построенные декорации во всех своих фильмах в отличие от зелёных экранов, вплоть до съемок в сеульской канализации для «Вторжение динозавра» (2006); «Воспоминания об убийстве» (2003) установили местный рекорд по количеству использованных локаций.
В интервью, посвящённом «Сквозь снег» (2013), актёр Эд Харрис описал съемочный процесс Пона как «режущий во время съемок». Харрис также сказал, что «если бы я снимал сцену, и она была бы длиной в пару страниц, он бы никогда не снял все это в одну сторону. Он снимал несколько реплик, например, первый такт сцены, а затем поворачивал камеру и снимал мою роль в этой части сцены. Тогда он немного изменил бы ракурс». Он также отметил, что "редактор сидел прямо там, на сцене, прямо под съемочной площадкой с большой палаткой, фактически снимая отснятый материал во время съемок. Коллега-актер Дэниел Хеншолл повторил мнение Харриса, назвав Пона «точным» и «очень уверенным в том, чего он хочет». Хеншолл продолжил, сказав: «Он снимает только то, что собирается использовать в монтаже. Не делает никаких репортажей. Я никогда раньше так не работал. Вы обрезаете жир до того, как отсняли его, что очень смело, потому что, когда вы приступаете к редактированию, если чего-то не хватает, у вас этого нет. Он так тщательно планировал это в течение четырёх лет.»

## Личная жизнь
Пон был членом ныне несуществующей Новой прогрессивной партии. Он также выразил поддержку её предшественнице, Демократической Лейбористской партии.
Пон женат на сценаристе Чон Сон Ен с 1995 года. Их сын, Хе Мин, также является кинорежиссёром и снял веб-фильм «Свадебная церемония» (2017).
Пон был назван любимым кинорежиссёром № 1 среди самых уважаемых личностей студентов колледжей по всей стране с 2009 по 2019 год в Корее.

## Признание и награды
- 2007 год — Брюссельский кинофестиваль, премия «Золотой ворон» лучшему фильму «Вторжение динозавра»
- 2019 год — Золотая пальмовая ветвь Каннского кинофестиваля за лучший фильм «Паразиты»[4]
- 2020 год — премии «Оскар» в категориях «Лучший фильм», «Лучший режиссёр», «Лучший оригинальный сценарий», «Лучший фильм на иностранном языке» за фильм «Паразиты»

## Фильмография
- «Город скорби»
- «Исцеление»
- «Горничная»
- «Фарго»
- «Психо»
- «Бешеный бык»
- «Печать зла»
- «Мне отмщение, и аз воздам»
- «Плата за страх»
- «Зодиак»

- «400 ударов»
- «Фанни и Александр»
- «Легенда о Нараяме»
- «Грядущее»
- «Лола Монтес»
- «Нэшвилл»
- «Сладости жизни»
- «Человек, который упал на землю»
- «Академия Рашмор»
- «Быть Джоном Малковичем»

| Год  |   | Русское название                | Оригинальное название             | Роль                          |
| ---- | - | ------------------------------- | --------------------------------- | ----------------------------- |
| 1999 | ф | Субмарина «Призрак»             | 유령 (Phantom: The Submarine)IMDb | сценарист                     |
| 2000 | ф | Лающие собаки никогда не кусают | 플란다스의 개IMDb                 | режиссёр, сценарист           |
| 2003 | ф | Воспоминания об убийстве        | 살인의 추억IMDb                   | режиссёр, сценарист           |
| 2005 | ф | Дневник полярной экспедиции     | 남극 일기 (Antarctic Journal)IMDb | сценарист                     |
| 2006 | ф | Вторжение динозавра             | 괴물IMDb                          | режиссёр, сценарист           |
| 2008 | ф | Токио!                          | Tokyo!IMDb                        | режиссёр, сценарист           |
| 2009 | ф | Мать                            | 마더IMDb                          | режиссёр, сценарист           |
| 2013 | ф | Сквозь снег                     | Snowpiercer                       | режиссёр, сценарист           |
| 2014 | ф | Морской туман                   | 해무 (Haemoo)                     | продюсер, сценарист           |
| 2017 | ф | Окча                            | 옥자 (Okja)                       | режиссёр, сценарист, продюсер |
| 2019 | ф | Паразиты                        | 기생충 (Parasite)                 | режиссёр, сценарист, продюсер |
| 2025 | ф | Микки 17                        | Mickey 17                         | режиссёр, сценарист, продюсер |
| 2027 | ф | Долина                          | 더 밸리 (The Valley)              | режиссёр, сценарист, продюсер |

## Награды и номинации
| Премия                         | Год  | Фильм                 | Категория                         | Результат |
| ------------------------------ | ---- | --------------------- | --------------------------------- | --------- |
| «Оскар»                        | 2020 | «Паразиты»            | Лучший фильм                      | Победа    |
| «Оскар»                        | 2020 | «Паразиты»            | Лучший режиссёр                   | Победа    |
| «Оскар»                        | 2020 | «Паразиты»            | Лучший оригинальный сценарий      | Победа    |
| «Оскар»                        | 2020 | «Паразиты»            | Лучший фильм на иностранном языке | Победа    |
| «Золотой глобус»               | 2020 | «Паразиты»            | Лучший режиссёр                   | Номинация |
| «Золотой глобус»               | 2020 | «Паразиты»            | Лучший сценарий                   | Номинация |
| BAFTA                          | 2020 | «Паразиты»            | Лучший фильм                      | Номинация |
| BAFTA                          | 2020 | «Паразиты»            | Лучший режиссёр                   | Номинация |
| BAFTA                          | 2020 | «Паразиты»            | Лучший оригинальный сценарий      | Победа    |
| BAFTA                          | 2020 | «Паразиты»            | Лучший фильм на иностранном языке | Победа    |
| «Выбор критиков»               | 2020 | «Паразиты»            | Лучший режиссёр                   | Победа    |
| «Выбор критиков»               | 2020 | «Паразиты»            | Лучший оригинальный сценарий      | Номинация |
| «Независимый дух»              | 2010 | «Мать»                | Лучший иностранный фильм          | Номинация |
| «Независимый дух»              | 2020 | «Паразиты»            | Лучший иностранный фильм          | Победа    |
| «Спутник»                      | 2019 | «Паразиты»            | Лучший режиссёр                   | Номинация |
| «Спутник»                      | 2019 | «Паразиты»            | Лучший оригинальный сценарий      | Номинация |
| Каннский кинофестиваль         | 2006 | «Вторжение динозавра» | C.I.C.A.E. Award                  | Номинация |
| Каннский кинофестиваль         | 2008 | «Токио!»              | Un Certain Regard Award           | Номинация |
| Каннский кинофестиваль         | 2009 | «Мать»                | Un Certain Regard Award           | Номинация |
| Каннский кинофестиваль         | 2017 | «Окча»                | Золотая пальмовая ветвь           | Номинация |
| Каннский кинофестиваль         | 2019 | «Паразиты»            | Золотая пальмовая ветвь           | Победа    |
| «Сезар»                        | 2020 | «Паразиты»            | Лучший иностранный фильм          | Победа    |
| «Давид ди Донателло»           | 2020 | «Паразиты»            | Лучший иностранный фильм          | Победа    |
| Премия Гильдии режиссёров США  | 2020 | «Паразиты»            | Лучший режиссёр                   | Номинация |
| Премия Гильдии продюсеров США  | 2020 | «Паразиты»            | Лучший фильм                      | Номинация |
| Премия Гильдии сценаристов США | 2020 | «Паразиты»            | Лучший оригинальный сценарий      | Победа    |